# Polonia en la Copa Mundial de Fútbol de 1978
La selección de Polonia fue uno de los 16 equipos participantes en la Copa Mundial de Fútbol de 1978. torneo que se llevó a cabo del 1 al 25 de junio en Argentina.
Fue la tercera participación de Polonia, que formó parte del Grupo 2, junto a Alemania Federal, México y Túnez.

## Clasificación

### Tabla de posiciones
| Equipo    | Pts | PJ | PG | PE | PP | GF | GC | Dif |
| --------- | --- | -- | -- | -- | -- | -- | -- | --- |
| Polonia   | 11  | 6  | 5  | 1  | 0  | 17 | 4  | 13  |
| Portugal  | 9   | 6  | 4  | 1  | 1  | 12 | 6  | 6   |
| Dinamarca | 4   | 6  | 2  | 0  | 4  | 14 | 12 | 2   |
| Chipre    | 0   | 6  | 0  | 0  | 6  | 3  | 24 | -21 |

| Fecha                    | Lugar      | Partido   | Partido | Partido | Partido | Partido   |
| ------------------------ | ---------- | --------- | ------- | ------- | ------- | --------- |
| 16 de octubre de 1976    | Oporto     | Portugal  |         | 0:2     |         | Polonia   |
| 31 de octubre de 1976    | Varsovia   | Polonia   |         | 5:0     |         | Chipre    |
| 1 de mayo de 1977        | Copenhague | Dinamarca |         | 1:2     |         | Polonia   |
| 15 de mayo de 1977       | Limassol   | Chipre    |         | 1:3     |         | Polonia   |
| 21 de septiembre de 1977 | Chorzów    | Polonia   |         | 4:1     |         | Dinamarca |
| 29 de octubre de 1977    | Chorzów    | Polonia   |         | 1:1     |         | Portugal  |

## Jugadores

### Polonia
| #  | Nombre               | Posición      | Edad | Club               |
| -- | -------------------- | ------------- | ---- | ------------------ |
| 1  | Jan Tomaszewski      | Portero       | 30   | ŁKS Łódź           |
| 2  | Włodzimierz Mazur †  | Delantero     | 24   | Zagłębie Sosnowiec |
| 3  | Henryk Maculewicz    | Defensor      | 28   | Wisła Kraków       |
| 4  | Antoni Szymanowski   | Defensor      | 27   | Wisła Kraków       |
| 5  | Adam Nawałka         | Mediocampista | 20   | Wisła Kraków       |
| 6  | Jerzy Gorgoń         | Defensor      | 28   | Górnik Zabrze      |
| 7  | Andrzej Iwan †       | Delantero     | 18   | Wisła Kraków       |
| 8  | Henryk Kasperczak    | Mediocampista | 31   | Stal Mielec        |
| 9  | Władysław Żmuda      | Defensor      | 24   | Śląsk Wrocław      |
| 10 | Wojciech Rudy        | Defensor      | 25   | Zagłębie Sosnowiec |
| 11 | Bohdan Masztaler     | Mediocampista | 28   | ŁKS Łódź           |
| 12 | Kazimierz Deyna †    | Mediocampista | 30   | Legia Warszawa     |
| 13 | Janusz Kupcewicz †   | Defensor      | 22   | Arka Gdynia        |
| 14 | Mirosłav Justek †    | Defensor      | 29   | Lech Poznań        |
| 15 | Marek Kusto          | Delantero     | 24   | Legia Warszawa     |
| 16 | Grzegorz Lato        | Delantero     | 28   | Stal Mielec        |
| 17 | Andrzej Szarmach     | Delantero     | 27   | Stal Mielec        |
| 18 | Zbigniew Boniek      | Delantero     | 22   | Widzew Łódź        |
| 19 | Wlodek Lubánski      | Delantero     | 31   | S.C. Lokeren       |
| 20 | Roman Wójcicki       | Defensor      | 20   | Odra Opole         |
| 21 | Zygmunt Kukla †      | Portero       | 30   | Stal Mielec        |
| 22 | Zdzisław Kostrzewa † | Portero       | 22   | Zagłębie Sosnowiec |
| DT | Jacek Gmoch          |               |      |                    |

## Participación

### Primera ronda

#### Grupo 2
| Equipo           | Pts | PJ | PG | PE | PP | GF | GC |
| ---------------- | --- | -- | -- | -- | -- | -- | -- |
| Polonia          | 5   | 3  | 2  | 1  | 0  | 4  | 1  |
| Alemania Federal | 4   | 3  | 1  | 2  | 0  | 6  | 0  |
| Túnez            | 3   | 3  | 1  | 1  | 1  | 3  | 2  |
| México           | 0   | 3  | 0  | 0  | 3  | 2  | 12 |

| 2 de junio de 1978 | Alemania Federal | 0:0     | Polonia | Est. Monumental, Buenos Aires                                          |                                                                        |
|                    |                  | Reporte |         | Asistencia: 67.579 espectadores Árbitro(s): Ángel Coerezza (Argentina) | Asistencia: 67.579 espectadores Árbitro(s): Ángel Coerezza (Argentina) |

| 6 de junio de 1978 | Polonia  | 1:0 (1:0) | Túnez | Est. Lisandro de la Torre, Rosario                                       |                                                                          |
|                    | Lato 43' | Reporte   |       | Asistencia: 9624 espectadores Árbitro(s): Ángel Franco Martínez (España) | Asistencia: 9624 espectadores Árbitro(s): Ángel Franco Martínez (España) |

| 10 de junio de 1978 | Polonia                    | 3:1 (1:0) | México     | Est. Lisandro de la Torre, Rosario                              |                                                                 |
|                     | Boniek 43' 84' · Deyna 56' | Reporte   | Rangel 52' | Asistencia: 22.651 espectadores Árbitro(s): Jafar Namdar (Irán) | Asistencia: 22.651 espectadores Árbitro(s): Jafar Namdar (Irán) |

### Segunda ronda

#### Grupo B
| Equipo    | Pts | PJ | PG | PE | PP | GF | GC | Dif |
| --------- | --- | -- | -- | -- | -- | -- | -- | --- |
| Argentina | 5   | 3  | 2  | 1  | 0  | 8  | 0  | 8   |
| Brasil    | 5   | 3  | 2  | 1  | 0  | 6  | 1  | 5   |
| Polonia   | 2   | 3  | 1  | 0  | 2  | 2  | 5  | -3  |
| Perú      | 0   | 3  | 0  | 0  | 3  | 0  | 10 | -10 |

| 14 de junio de 1978 | Argentina      | 2:0 (1:0) | Polonia | Est. Lisandro de la Torre, Rosario                                |                                                                   |
|                     | Kempes 16' 71' | Reporte   |         | Asistencia: 37.091 espectadores Árbitro(s): Ulf Eriksson (Suecia) | Asistencia: 37.091 espectadores Árbitro(s): Ulf Eriksson (Suecia) |

| 18 de junio de 1978 | Polonia      | 1:0 (0:0) | Perú | Est. Malvinas Argentinas, Mendoza                                          |                                                                            |
|                     | Szarmach 65' | Reporte   |      | Asistencia: 35.288 espectadores Árbitro(s): Patrick Partridge (Inglaterra) | Asistencia: 35.288 espectadores Árbitro(s): Patrick Partridge (Inglaterra) |

| 21 de junio de 1978 | Brasil                                 | 3:1 (1:1) | Polonia  | Est. Malvinas Argentinas, Mendoza                                         |                                                                           |
|                     | Nelinho 12' · Roberto Dinamite 57' 63' | Reporte   | Lato 45' | Asistencia: 39.586 espectadores Árbitro(s): Juan Silvagno Cavanna (Chile) | Asistencia: 39.586 espectadores Árbitro(s): Juan Silvagno Cavanna (Chile) |